# Mellahalli, Krishnarajpet
Mellahalli là một làng thuộc tehsil Krishnarajpet, huyện Mandya, bang Karnataka, Ấn Độ.